# Edinburgh Ladies' Emancipation Society
Edinburgh Ladies' Emancipation Society, var en skotsk organisation, grundad 1833. 
Syftet var att verka mot slaveri i USA. Det var en del av ett flertal abolitionistiska föreningar som bildades just år 1833, vid sidan av Edinburgh Emancipation Society, Glasgow Emancipation Society och Glasgow Ladies' Emancipation Society. Den kom dock att bli ovanligt stabil och långvarig, och var verksam fram till 1870. Den var inflytelserik och uppmärksammades i samtiden. 